# AniMagazin
Az AniMagazin egy magyar kéthavonta megjelenő ingyenes online animés magazin. 2011-ben indította NewPlayer. Célközönsége a huszonéves, fiatal felnőtt korosztály.

## Etimológia
Az AniMagazin cím az anime (téma) és a magazin (formátum) szavak összerántásával keletkezett.

## Terjesztés
Mivel nyomtatásban nem jelenik meg, ezért kizárólag az interneten terjed a saját közösségi média platformjain, illetve a partneri hálózatán keresztül, melybe hasonló érdeklődési körű rajongói oldalak és csoportok tartoznak.

## Felépítése
A 32. számtól összevontak kategóriákat, így alakult ki mai rovatszerkezete.
- Anime: Elsősorban animék ismertetője, ajánlója, kritikája. Legyen szó bármilyen műfajú vagy típusú címről, egy franchise bemutatásáról, anime készítőkről, stúdiókról. Ebben a kategóriában fut állandó szezonajánló és az aktuális animés szezonokat véleményező rovat is.
- Manga: Elsősorban mangák ismertetője, ajánlója, kritikája. Legyen szó bármilyen műfajú vagy típusú címről, egy franchise bemutatásáról, mangakákról, magazinokról.
- Figuravilág: Figuraajánlók és -bemutatók anime-, manga- és videojáték-karakterekről.
- Live action: Minden élőszereplős távol-keleti (vagy témájú) film és sorozat bemutatója ebbe a kategóriába kerül.
- Könyvtár: Távol-keleti író által írt művek és távol-keleti témájú könyvismertetők.
- Kontroller: Főként távol-keleti készítésű vagy távol-keleti környezetben játszódó videójátékok ismertetői, bemutatói, tesztjei.
- Rendezvény: A hazai rendezvények, programok beszámolói. A MondoConokról a szerkesztőség állandó rovatot vezet, más eseményekről (pl. múzeumi tárlatról) általában az olvasók számolnak be.
- Riport: Különböző riportok és interjúk, melyeket pl. fansub csapatokkal, klubokkal, hazai előadókkal, mangakészítőkkel vagy távol-keleti témával kapcsolatban készülnek.
- Távol-Kelet: Elsősorban Japán, de más távol-keleti ország történelmével, kultúrájával, művészetével, életmódjával, érdekességeivel kapcsolatos írások. Ilyen lehet a vallás, fontos történelmi személyiség, utazás, vásárlási szokás, különböző helyszín, nevezetesség vagy ázsiai étel.
- Zene: Előadókról vagy együttesekről szóló cikkek, ahol a cikkíró ismerteti az együttes stílusát, megalakulásának történetét, a banda tagjait hangszerükkel együtt.
- Kreatív: Ide kerül minden kreatív hobbi tevékenységgel kapcsolatos téma és alkotás, pl. fanart, fanfiction, de itt fut az állandó cosplay rovat is.
- Sensei tutorial: Általános bemutató cikk pl. számítógépes programok használatáról, ismertetéséről, de ide kerülnek a távol-keleti nyelvtanulással kapcsolatos tanácsok, leckék is.
- Kínai kütyük: Főként kínai technikai termékek bemutatása, tesztje. Egy ismertető/tanácsadó rovat arról, mit érdemes megvenni, mennyire hasznos, jól működő az adott kütyü.
- Házunk táján: Magazinos információk, események rovata, korábban itt válaszoltak a szerkesztők különböző kérdésekre.

## Honlap
A magazin weboldala a következő aloldalakból épül fel:
- Főoldal: az aktuális szám részleteit tartalmazza, alatta a korábbi számok találhatók fordított kronológiai sorrendben
- Cikk kategóriák: a rovatok részletes leírása olvasható rajta
- Cikk adatbázis: az eddig megjelent írások kereshetők vissza cím, szerző, rovat és szám alapján
- Archívum: a korábbi számokat lehet letölteni éves bontásban
- Statisztikák: a terjedelemnél az oldal- és cikkszám látható számonkénti bontásban, a cikk kategóriáknál cikkek rovatok szerinti eloszlása látszik, ami tovább bontható számokra, a szerzőknél a 20 legtöbb cikket író neve és cikkeinek száma olvasható
- Rólunk: a gyakran ismételt kérdések és elérhetőségek, valamint az impresszum, az adatvédelmi nyilatkozat és a weboldal adatai

## Szerkesztők
- Alapító: NewPlayer
- Főszerkesztő: Catrin
- Tervezőszerkesztő: Hirotaka
- Lektor, webfejlesztő: pintergreg
- Lektor: Risa
- Facebook adminisztrátor, hírszerkesztő: Tomyx20